# Heteropoda languida
Heteropoda languida este o specie de păianjeni din genul Heteropoda, familia Sparassidae, descrisă de Simon, 1887.
Este endemică în Myanmar. Conform Catalogue of Life specia Heteropoda languida nu are subspecii cunoscute.